# Kathryn Erbe
Kathryn Erbe (Newton, Massachusetts, 5 de julio de 1965) es una actriz estadounidense, conocida por interpretar a la Detective Alexandra Eames en Law & Order: Criminal Intent y también como Fay Ambrose en The Sinner 2017

## Filmografía

### Películas
| Año  | Título                | Papel                      |
| ---- | --------------------- | -------------------------- |
| 1989 | Runaway Dreams        | Denise Donaldson           |
| 1991 | What About Bob?       | Anna Marvin                |
| 1992 | Rich in Love          | Lucille Odom               |
| 1994 | Vuelven los mejores   | Michele MacKay             |
| 1995 | The Addiction         | Estudiante de Antropología |
| 1995 | Kiss of Death         | Rosie Kilmartin            |
| 1997 | Dream with the Fishes | Liz                        |
| 1997 | George Wallace        | Srta. Folsom               |
| 1998 | Love from Ground Zero | Alex                       |
| 1999 | Entropy               | Evan                       |
| 1999 | Stir of Echoes        | Maggie Witzky              |
| 2001 | Speaking of Sex       | Helen                      |
| 2010 | 3 Backyards           | Esposa de John             |
| 2011 | Mother's House        | Catherine                  |
| 2011 | The Love Guide        | Cora                       |
| 2014 | Worst Friends         | Sam's Mom                  |
| 2015 | Mistress America      | Stevie Fishko              |
| 2017 | Dating My Mother      | Joan                       |
| 2018 | Alex Strangelove      | Helen                      |
| 2018 | Assassination Nation  | Rebecca Colson             |

### Series de televisión
| Año       | Título                             | Papel                | Episodios |
| --------- | ---------------------------------- | -------------------- | --- |
| 1989      | Chicken Soup                       | Patricia Reece       | |
| 1994      | Breathing Lessons                  | Fiona                | |
| 1997      | Homicide: Life on the Street       | Rita Hale            | |
| 1998      | Naked City: Justice with a Bullet  | Sarah Tubbs          | |
| 1998–2003 | Oz                                 | Shirley Bellinger    | |
| 2000      | The Runaway                        | Evelyn Carnes        | |
| 2001–2011 | Law & Order: Criminal Intent       | Det. Alexandra Eames | |
| 2012–2013 | Law & Order: Special Victims Unit  | Lt. Alexandra Eames  | Papel recurrente (temporada 14) |
| 2014      | Last Week Tonight with John Oliver | Alexandra Eames      | Episodio: "Civil Forfeiture" |
| 2015      | Blue Bloods                        | Sharon Bennett       | Episodio: "Unsung Heroes" |
| 2016      | Elementary                         | Nancy Davenport      | Episodio: "Miss Taken" |
| 2016      | Conviction                         | Carla Macy           | Episodio: "Bad Deals" |
| 2017–2018 | How to Get Away with Murder        | Jacqueline Roa       | 4 episodios: "Lahey v. Commonwealth of Pennsylvania", "Live. Live. Live.", "Nobody Roots for Goliath", "Stay Strong, Mama" (temporada 4) |
| 2017      | The Sinner                         | Fay Ambrose          | |
| 2018      | Pose                               | Dr. Gottfried        | 2 episodios |
| 2018      | The Gifted                         | Tía Dane             | Episodio: "the DreaM" |